# Кальвас, Пётр Ибрагим
Петр (Пётр) Ибрагим Кальвас (пол. Piotr Ibrahim Kalwas; род. 4 ноября 1963) — польский писатель и журналист. Наиболее известен своими книгами и репортажами о современном мусульманском мире для нескольких польских изданий, в частности для «Газеты Выборча». Дважды номинирован на литературную премию «Нике».

## Биография
Петр Кальвас родился в 1963 году в Польше в семье католиков; его отцом является юрист и бывший министр юстиции Польши Анджей Кальвас. В молодости Пётр Кальвас был участником молодежной субкультуры панков. Учился в университете, но был отчислен, после чего зарабатывал на жизнь случайными работами. Впоследствии занимался бизнесом, а также был среди сценаристов популярного польского сериала 1990-х годов «Мир с точки зрения плохих парней» (в книге «Салам» Кальвас охарактеризовал «Дела Кепских», как «самое тупое шоу в истории польского телевидения»).
В 2000 году, после длительных путешествий по Азии и Африке, Кальвас принял ислам и взял второе имя Ибрагим. По словам самого Калваса, его религиозные взгляды близки к суфизму, хотя он не суфий. В 2008 году он переехал в Египет с женой и сыном и прожил в Александрии 8 лет с 2008 по 2016 год. Жизнь и работа Калваса в Египте стали главной темой его литературного творчества — репортажей для польских СМИ и нескольких книг. Калвас прожил в Египте восемь лет, но после публикации книги «Египет: харам, халяль» он покинул страну из-за опасений за личную и семейную безопасность, учитывая критический характер его книг и репортажей о египетском обществе, даже о египетском правительстве в некоторых случаях.
С 2016 года он проживает на острове Гоцо на Мальте. В 2023 году он пробежал от Щецина до Варшавы в футболке с надписью «Не голосуйте за ПиС» в рамках протеста против верховенства польской партии «Право и справедливость». Женат, имеет сына Хасана. Является вегетарианцем.

## Творчество
В настоящее время Пётр Ибрагим Кальвас является автором 12 книг:
- «Салам» (пол. Salam, 2003) — о молодости и обращении в ислам[3].
- «Время» (пол. Czas, 2005) — о пребывании в Эритрее. Была номинирована на премию «Нике» в 2006 году[4].
- «Двери» (пол. Drzwi, 2006).
- «Раса мистика: трактат об Индии» (пол. Rasa mystica: traktat około Indii 2008) – о путешествиях по Индии.
- «Дом» (пол. Dom, 2010) – о Египте.
- «Тарика» (пол. Tarika, 2012) — о событиях после революции в Египте[9].
- «Мендзижеч» (пол. Międzyrzecz, 2013).
- «Египет: харам, халяль» (пол. Egipt: haram halal, 2015) — репортажи о современном египетском обществе. Номинирована на премию «Нике» 2016 года.
- «Архипелаг ислам» (пол. Archipelag Islam, 2018).
- «Гоцо. Радостная сестра Мальты» (пол. Gozo. Radosna siostra Malty, 2020).
- «Дитя Луны» (пол. Dziecko Księżyca, 2021).
- «Мархаба» (пол. Marhaba, 2022).